# Çelenuşağı
Çelenuşağı ist ein Ortsteil (Mahalle) im Landkreis Kozan der türkischen Provinz Adana mit 109 Einwohnern (Stand: Ende 2024). Im Jahr 2011 hatte der Ort 152 Einwohner.